# Herrenstraße 7 (Memmingen)

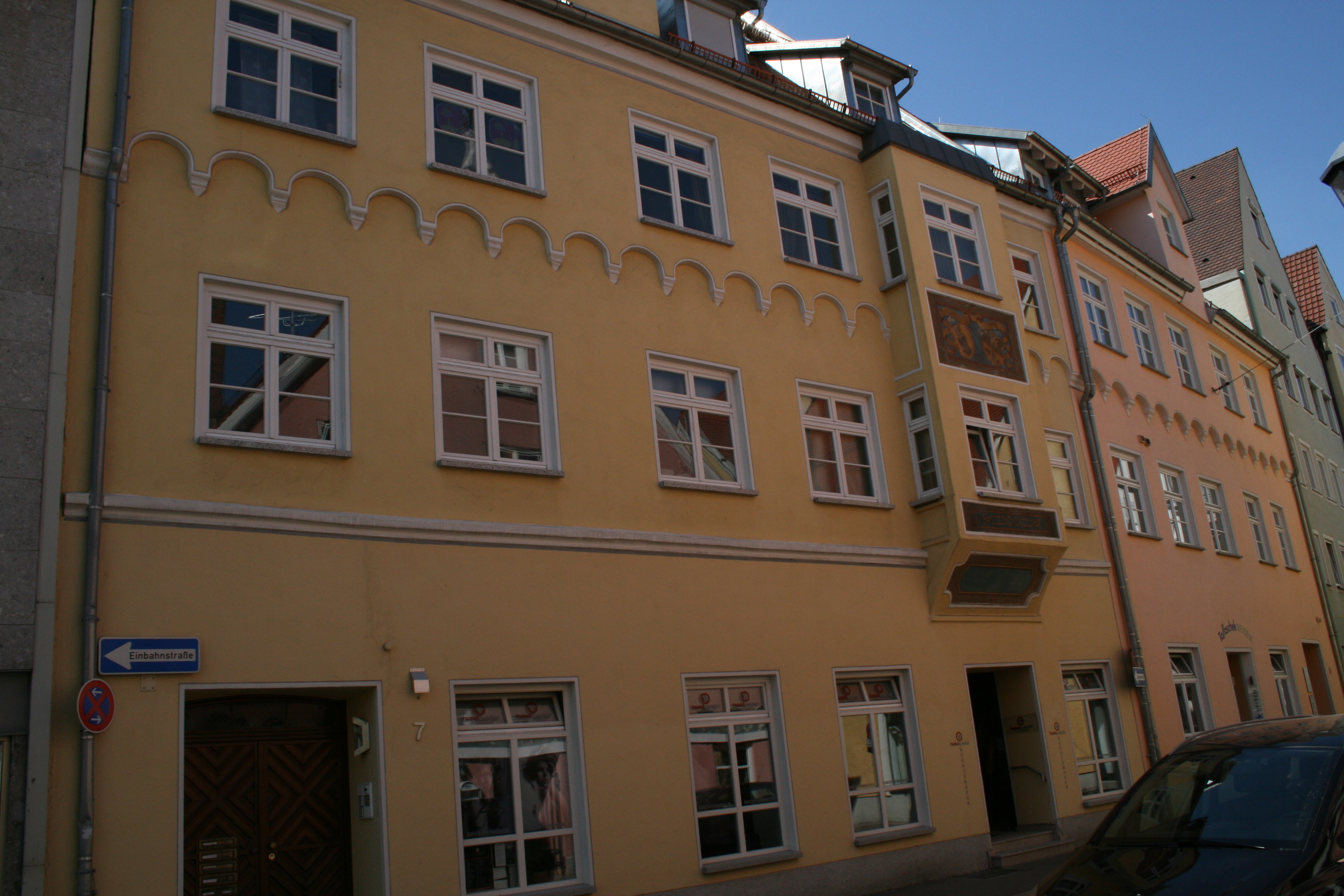
Das Haus mit der Anschrift Herrenstraße 7

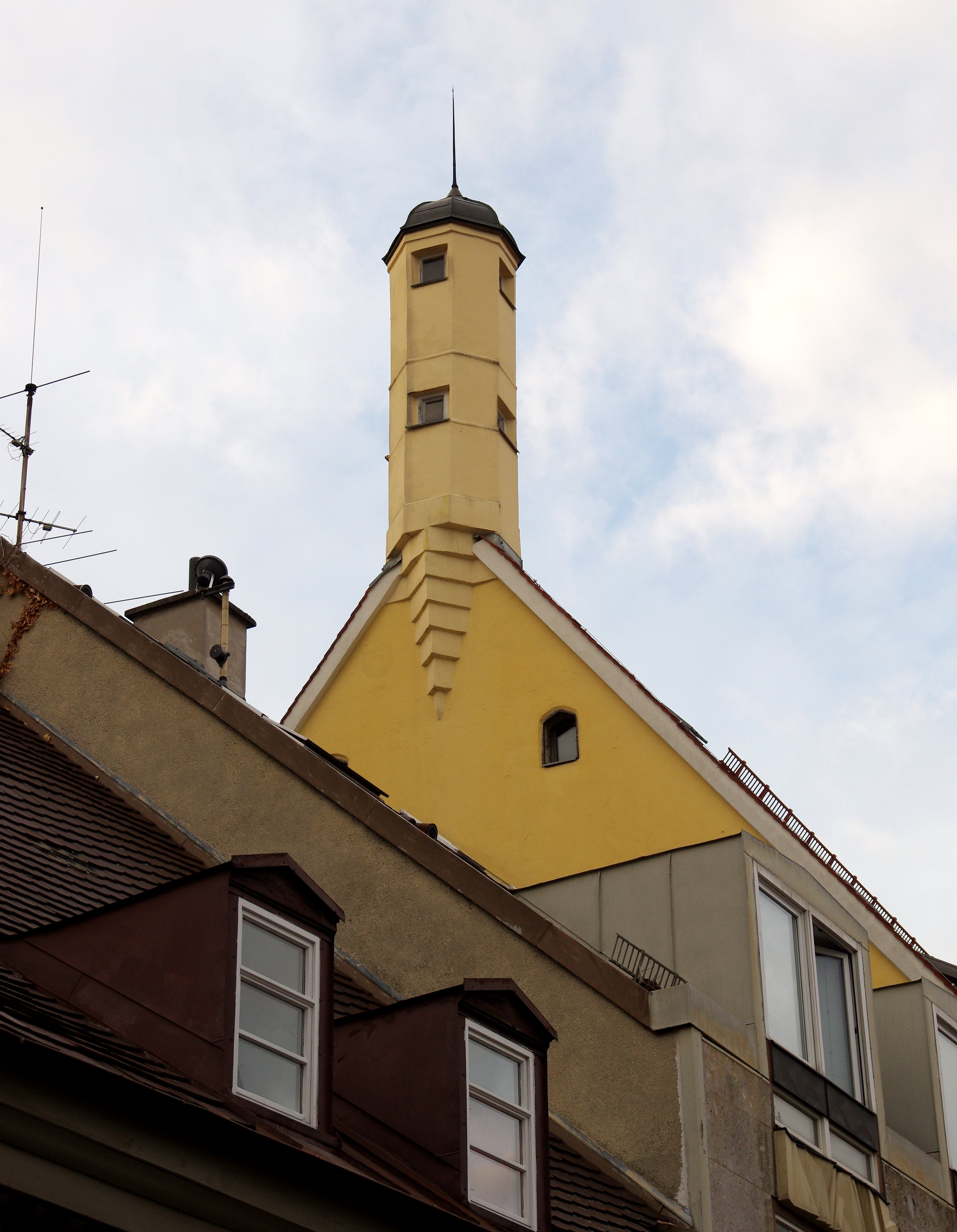
Seni-Türmlein

Das ehemalige Kaufhaus Herrenstraße 7 im oberschwäbischen Memmingen ist ein unter Denkmalschutz stehendes Gebäude in der Altstadt.
Das dreigeschossige Traufhaus besitzt sechs Achsen und wurde vor 1570 errichtet. Das zweite Obergeschoss ist über ein Rundbogenfries abgesetzt. Die schlichten Konsolen sind vorkragend. Ein Erker in Höhe der nördlichen zweiten Achse beginnt ab dem zweiten Geschoss. Zwischen dem zweiten und dem dritten Obergeschoss befindet sich ein Fresko mit Wappen. Ein Dachreiter über dem Südgiebel wird auch Seni-Türmlein genannt. Den Namen erhielt er von Giovanni Battista Seni, dem Hofastrologen von Wallenstein. Dieser weilte 1630 etwa drei Monate in der Stadt und soll von diesem Dachreiter aus die Sterne beobachtet haben. Wallenstein selbst lagerte im nur wenige Meter entfernten Fuggerbau.
Im Erdgeschoss des ehemaligen Kaufhauses befindet sich eine dreischiffige Halle zu drei Jochen mit einem Kreuzgratgewölbe über Gurten auf Pfeilern. An den Gurten befinden sich noch Reste der ehemaligen Palmettendekoration als Flachrelief. Eine settierte Holzdecke im zweiten Obergeschoss aus der zweiten Hälfte des 16. Jahrhunderts ist durch eine moderne Zwischenwand geteilt.